# Ahmad Alenemeh
Seyed Ahmad Alenemeh est un footballeur iranien né le 20 octobre 1982 à Ahvaz. Il évolue au poste de défenseur à Padideh.

## Palmarès
- Championnat d'Iran : 2010